# アン・ペリー
アン・ペリー（Anne Perry、1938年10月28日 - 2023年4月10日）は、イギリスの女性小説家。代表作はトマス・ピットやウィリアム・モンクが活躍する本格的な歴史ミステリー小説。
1954年にニュージーランドのクライストチャーチで発生し、映画『乙女の祈り』のモデルとなった実際の殺人事件の犯人。すぐに逮捕されたが数年で仮釈放されてイギリスに帰国し、転職を繰り返した後、歴史小説を執筆しはじめる。しかし、認めてもらえず推理小説に転身した後、複数の賞を受賞する。2つの人気ミステリーシリーズによってイギリス、アメリカで300万部以上売れたベストセラー作家になった。
出生名はジュリエット・マリオン・ヒューム（Juliet Marion Hulme）であったが、判決後に改名した。

## 経歴

### 出生
1938年、ジュリエット・マリオン・ヒュームはロンドンのブラックヒースに生まれる。
父ヘンリー・レインズフォード・ヒューム博士（1908年8月9日 - 1991年1月8日）は高名な天文学者で、リヴァプール大学教授、王立グリニッジ天文台副所長、海軍作戦分析官、空軍科学顧問官などの要職を歴任した。
幼少期に肺結核と診断され、より温暖な気候での保養を目的にカリブ海や南アフリカ共和国へ送られた。

### ニュージーランド移住
1948年、父ヘンリーがクライストチャーチのカンタベリー大学学長に就任したのを機に、一家揃ってニュージーランドへ移住。
ジュリエットが合流したのは13歳の時で、オークランドに到着した時の写真が地元紙『オークランド・スター』により撮られており、後に図書館員により発見された。後にクランマー・センターとして史跡となったクライストチャーチ女子高校へ通った。

### 殺人事件
1954年6月22日、親友ポーリーン・イヴォンヌ・パーカー（15歳）と共に、パーカーの母オノラ・リーパー (Honorah Rieper) を殺害する。
ともに創作を志す親友同士であったジュリエットとパーカーは、2人で創作したファンタジー小説の世界で、ジェームズ・メイソンやオーソン・ウェルズら有名俳優らと一緒に暮らす空想に耽り、性的な関係を持つまでに至った。このことを知った2人の両親は恐慌を来たし、特に、名門大学の学長として世間体にこだわる父ヘンリーは2人を引き離すため、ジュリエットを南アフリカへ移住させるという強硬な手段に訴えようとした。オノラがこの計画の急先鋒だと勝手に思い込んだ2人は、それを防ぐために殺人を計画。オノラとクライストチャーのヴィクトリア・パークへ行く途中、装飾石をわざと落としてオノラに拾わせ、かがんだオノラをレンガで撲殺した。2人は一度の殴打で死ぬと思っていたが、実際には20回以上殴った。
事故死に偽装しようとしたものの、事故死というには不自然すぎる状況や、素人目にも明らかな稚拙な偽装工作から警察は2人を追及したところ、犯行を自供したため逮捕された。

### 判決・収監
1954年、クライストチャーチで裁判を受けたジュリエットとパーカーは、同年8月29日に有罪判決を下される。当時のニュージーランドの法律では死刑判決を下される年齢に満たなかったため、「女王陛下のお許しがあるまで」拘留されることになり、実際には、法務大臣の自由裁量で裁かれることが決定した。
2人には無期懲役の判決が出たが、二度と2人で会わないことを条件に5年後に仮釈放された。ただ、何らかのコンタクトは取っているのではないかと思われている。後に発見された日記には、2人が浸っていた空想の物語のほかに、母親の殺害計画がつづられており、裁判で検察側の有力な証拠となった。
ジュリエットは女子少年院で外国語を習ったり、編み物や小説執筆したりして過ごし、パーカーは高校卒業資格をはじめ各種の資格取得や職業訓練に積極的に取り組んだ。

### 釈放後
釈放後、ジュリエットはイングランドへ戻り、客室乗務員となった。1968年頃にはアメリカで暮らしていたこともあり、モルモン教（末日聖徒イエス・キリスト教会）に属していた。その後はスコットランドのポートマホマックという漁村に母親と暮らしている。
科学分野で著名だった父親は、イギリスで水素爆弾のプログラムを主導した。
老いた母親とともに暮らすペリーはインタビューで「隠すことが何もなくなってしまったので、これからはありのままの自分で生きていけます」と語っている。

### 改名、作家デビュー
ジュリエットは、義理の父の名字を取って、アン・ペリーと改名し、1979年、処女作"The Cater Street Hangman" を上梓。
ペリーの作品の多くは歴史ミステリーであり、ヴィクトリア朝を舞台にトマス・ピットと記憶喪失の私立探偵ウィリアム・モンクらが活躍するシリーズは代表作である。
1999年にオットー・ペンズラーが編んだアンソロジー『殺さずにはいられない2』（原題："Murder and Obsession"）に収録されている短編「英雄たち（Heroes）」は、2001年にエドガー賞 短編賞を受賞した。2003年までに、47冊の小説と数冊の短編集を上梓している。
2005年には、トリシャ・ゴダードが司会を務めるトーク番組"Trisha" に出演し、犯罪についてディスカッションした。

### 事件の映画化
1994年、殺人事件が映画監督ピーター・ジャクソンによって『乙女の祈り』として映画化された。パーカー役をメラニー・リンスキーが、ジュリエット役をケイト・ウィンスレットが演じた。映画の公開に伴い、ミステリ作家のアン・ペリーがジュリエット・ヒュームであることが明るみに出た。
ヒュームとパーカーが性的な関係を持っていたと考える人もいたが、2006年、ペリーはそれを否定し、「レズビアンではない」と主張した。

## 作品リスト

### トマス・ピット シリーズ
1. The Cater Street Hangman (1979)
2. Callander Square (1980)
3. Paragon Walk (1981)
4. Resurrection Row (1981)
5. Rutland Place (1983)
6. Bluegate Fields (1984)
  - 十六歳の闇（2004年1月、集英社文庫、富永和子訳）
7. Death in the Devil's Acre (1985)
8. Cardington Crescent (1987)
9. Silence in Hanover Close (1988)
10. Bethlehem Road (1990)
11. Highgate Rise (1991)
12. Belgrave Square (1992)
13. Farrier's Lane (1993)
14. The Hyde Park Headsman (1994)
15. Traitors Gate (1995)
16. Pentecost Alley (1996)
  - 娼婦殺し（1999年8月、集英社文庫、浅羽莢子訳）
17. Ashworth Hall (1997)
18. Brunswick Gardens (1998)
19. Bedford Square (1999)
20. Half Moon Street (2000)
21. The Whitechapel Conspiracy (2001)
22. Southampton Row (2002)
23. Seven Dials (2003)
24. Long Spoon Lane (2005)
25. Buckingham Palace Gardens (2008)
26. Treason at Lisson Grove (2011)
27. Dorchester Terrace (2012)
28. Midnight at Marble Arch (2013)
29. Death on Blackheath (2014)
30. The Angel Court Affair (2015)

### ウィリアム・モンク シリーズ
1. The Face of a Stranger (1990)
  - 見知らぬ顔（1995年9月、創元推理文庫、吉澤康子訳）
2. A Dangerous Mourning (1991)
  - 災いの黒衣（1999年10月、創元推理文庫、吉澤康子訳）
3. Defend and Betray (1992)
  - 護りと裏切り（2013年1月、創元推理文庫、吉澤康子訳）
4. A Sudden, Fearful Death (1993)
5. The Sins of the Wolf (1994)
  - 偽証裁判（2015年1月、創元推理文庫、吉澤康子訳）
6. Cain His Brother (1995)
7. Weighed in the Balance (1996)
8. The Silent Cry (1997)
9. A Breach of Promise (alt. title: Whited Sepulchres) (1997)
10. The Twisted Root (1999)
11. Slaves of Obsession (alt. title: Slaves and Obsession) (2000)
12. A Funeral in Blue (2001)
13. Death of a Stranger (2002)
14. The Shifting Tide (2004)
15. Dark Assassin (2006)
16. Execution Dock (2009)
17. Acceptable Loss (2011)
18. A Sunless Sea (2012)
19. Blind Justice (2013)
20. Blood on the Water (2014)

### 第一次世界大戦シリーズ
1. No Graves As Yet (2003)
2. Shoulder the Sky (2004)
3. Angels in the Gloom (2005)
4. At Some Disputed Barricade (2006)
5. We Shall Not Sleep (2007)

### クリスマス・ストーリーズ
1. A Christmas Journey (2003)
2. A Christmas Visitor (2004)
3. A Christmas Guest (2005)
4. A Christmas Secret (2006)
5. A Christmas Beginning (2007)
6. A Christmas Grace (2008)
7. A Christmas Promise (2009)
8. A Christmas Odyssey (2010)
9. A Christmas Homecoming (2011)
10. A Christmas Garland (2012)
11. A Christmas Hope (2013)
12. A New York Christmas (2014)

### クリスマス・コレクション
1. An Anne Perry Christmas: Two Holiday Novels (2006) – contains A Christmas Journey (2003) and A Christmas Visitor (2004)
2. Anne Perry's Christmas Mysteries: Two Holiday Novels (2008) – contains A Christmas Guest (2005) and A Christmas Secret (2006)
3. Anne Perry's Silent Nights: Two Victorian Christmas Mysteries (2009) – contains A Christmas Beginning (2007) and A Christmas Grace (2008)
4. Anne Perry's Christmas Vigil: Two Victorian Holiday Mysteries (2011) – contains A Christmas Promise (2009) and A Christmas Odyssey (2010)

### ファンタジー
1. Tathea (1999)
2. Come Armageddon (2001)

### Timepiece シリーズ（ヤングアダルト）
1. Tudor Rose (2011)
2. Rose of No Man's Land (2011)
3. Blood Red Rose (2012)
4. Rose Between Two Thorns (2012)

### その他
- The One Thing More (2000)
- A Dish Taken Cold (2001)
  - フランス革命夜話（2002年8月、ヴィレッジブックス、大倉貴子訳）
- Death by Horoscope (2001) - アンソロジー
  - ホロスコープは死を招く（2006年6月、ヴィレッジブックス、山本やよい訳、「青い蠍」収録）
- Much Ado About Murder (2002, short stories by various authors)
- Death By Dickens (2004, short stories by various authors)
- I'd Kill For That (2004, one novel written by multiple authors)
- Letters From The Highlands (2004)
- Thou Shalt Not Kill: Biblical Mystery Stories (2005, short stories by various authors)
- Heroes (Most Wanted) (2007)
- The Sheen on the Silk: A Novel (2010)
- The Scroll (Short Story) (2013)

## 受賞
- アメリカン・ミステリー賞の最優秀伝統ミステリー賞（1992年）
- アメリカ探偵作家クラブのエドガー賞 最優秀短編賞(2001年)

## 映画
- 『乙女の祈り』
- 『小さな悪の華』